# Unternberg
Unternberg ist eine der 15 Gemeinden im Bezirk Tamsweg (Lungau) im Land Salzburg in Österreich mit 1024 Einwohnern (Stand 1. Jänner 2025).

## Geografie
Unternberg liegt im Murtal zwischen dem Mitterberg im Norden und dem Schwarzenberg im Süden in einer Höhenlage zwischen 1000 und 1800 Meter über dem Meer. Von der Fläche von fast zwanzig Quadratkilometer ist mehr als die Hälfte bewaldet, etwa ein Drittel wird landwirtschaftlich genutzt.

### Gemeindegliederung
Die Gemeinde umfasst eine Ortschaft und besteht aus den Katastralgemeinden Unternberg und Voidersdorf.

### Nachbargemeinden
|                   | Mariapfarr                                  |             |
| Mauterndorf       | Kompassrose, die auf Nachbargemeinden zeigt | Tamsweg     |
| Sankt Margarethen | Thomatal                                    | Ramingstein |

## Geschichte
In Römischer Zeit führte die Straße von Iuvavum (Salzburg) nach Virunum (Kärnten) durch den Lungau. Im Gebiet des heutigen Unternberg befand sich die Siedlung Immurium. Am Südhang des Mitterberges wurden zehn Gebäude der Siedlung aus dem ersten nachchristlichen Jahrhundert gefunden, darunter ein Badehaus und eine Kultstätte für den Gott Mithras.
Im 7. Jahrhundert erfolgte eine slawische Besiedlung des Gebietes. Davon zeugen die slawischen Orts- und Personennamen, wie Bogodan (Bischofsdorf, Pischelsdorf) in Voidersdorf oder Neccartisdorf (Neggerndorf) von Neckhart.
Im Jahr 1003 erhielt der bayrische Erzbischof Hartwig das Gebiet von Unternberg von König Heinrich II. Nach Hartwigs Tod 1023 ging das Gebiet an das Kloster Nonnberg, das bis ins 19. Jahrhundert Besitzer blieb.
Die Burg Moosham wird erstmals 1212 erwähnt. Im Jahr 1281 kam es in der Folge eines Streites zur Belagerung der Burg durch den Erzbischof Friedrich II. von Walchen. Dieser eroberte die Burg und zwang die Mosheimer, den Lungau zu verlassen. Die Burg war bis ins 18. Jahrhundert im Besitz der Salzburger Bischöfe und war Verwaltungszentrum und Sitz des Hochgerichtes Lungau. Als 1790 das Gericht nach Tamsweg übersiedelte, begann die Burg zu verfallen.
Die erste urkundliche Erwähnung des Namens Unternberg stammt aus dem 14. Jahrhundert  als „Ernbrechtsdorff“. Sie stammt vom Personennamen „Ernbrecht“. Der Ort erfuhr mehrere Namensänderungen, die Bezeichnung St. Ulrich geht auf den Namenspatron der Kirche, den hl. Ulrich zurück.

### Bevölkerungsentwicklung
Die Zunahme der Bevölkerung in den letzten Jahrzehnten erfolgt trotz leichter Abwanderung wegen einer positiven Geburtenbilanz.

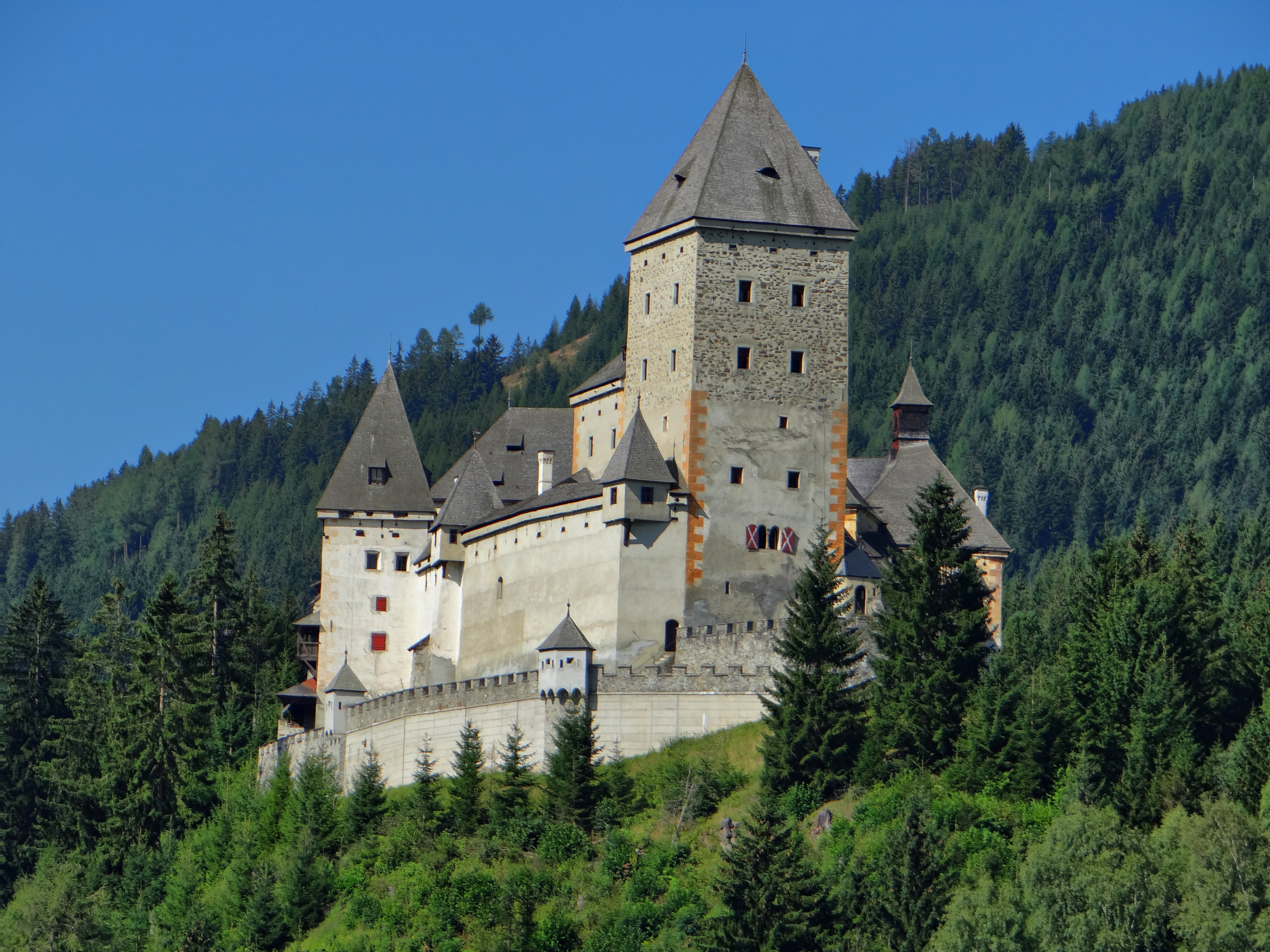
Schloss Moosham

## Politik

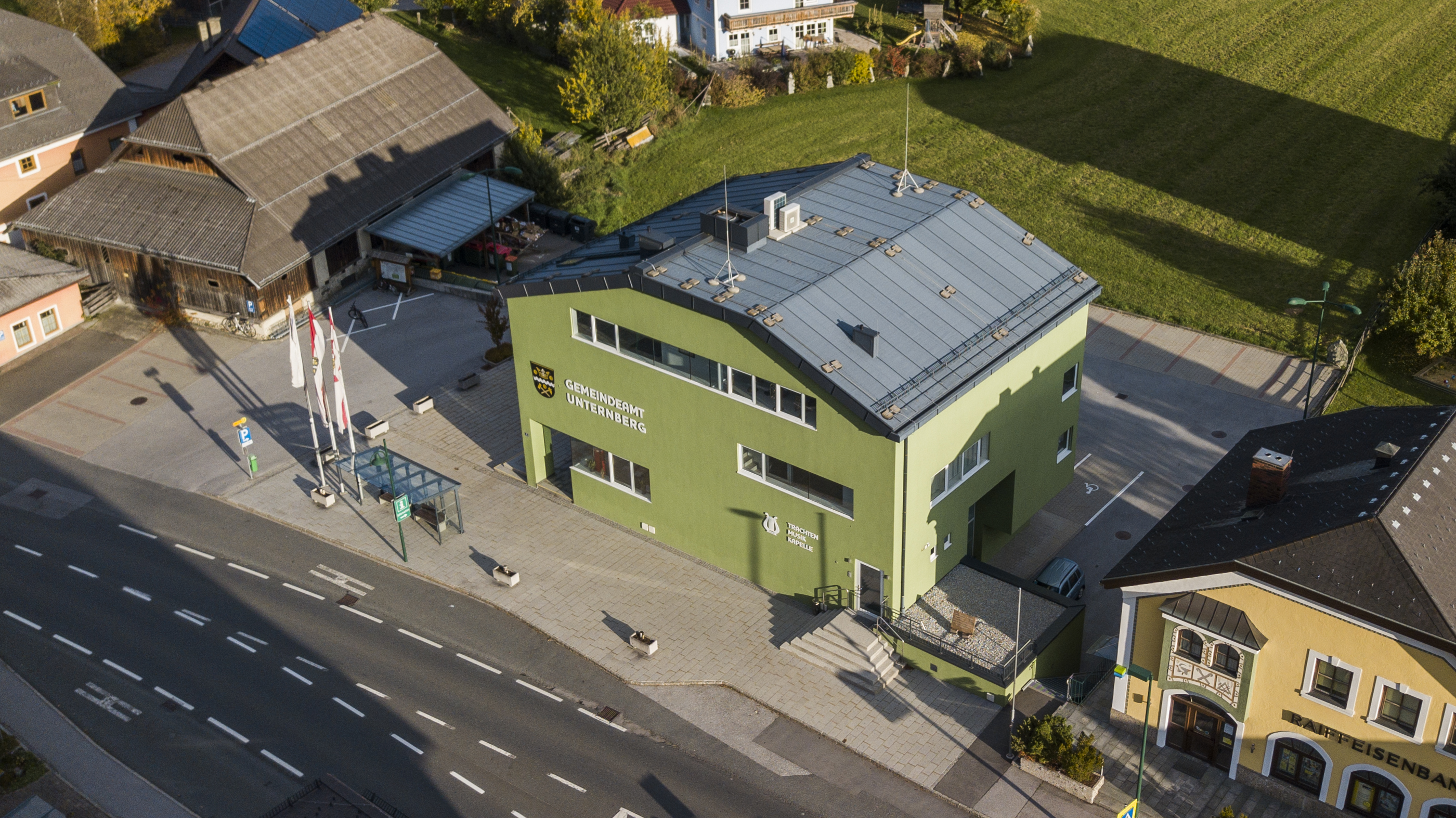
Gemeindeamt

### Gemeinderat
| Gemeinderatswahl 2024Wahlbeteiligung: 84,8 % 6050403020100 46,7 % (−8,0 %p)40,7 % (+11,5 %p)12,7 % (−3,4 %p) ÖVPFPÖSPÖ20192024 |

Die Gemeindevertretung hat insgesamt 13 Mitglieder.
- Mit den Gemeindevertretungs- und Bürgermeisterwahlen in Salzburg 2004 hatte die Gemeindevertretung folgende Verteilung: 6 ÖVP, 4 SPÖ, und 3 FPÖ.
- Mit den Gemeindevertretungs- und Bürgermeisterwahlen in Salzburg 2009 hatte die Gemeindevertretung folgende Verteilung: 8 ÖVP, 3 FPÖ, und 2 SPÖ.[9]
- Mit den Gemeindevertretungs- und Bürgermeisterwahlen in Salzburg 2014 hatte die Gemeindevertretung folgende Verteilung: 8 ÖVP, 3 FPÖ, und 2 SPÖ.[10]
- Mit den Gemeindevertretungs- und Bürgermeisterwahlen in Salzburg 2019 hatte die Gemeindevertretung folgende Verteilung: 7 ÖVP, 4 FPÖ, und 2 SPÖ.[11]
- Mit den Gemeindevertretungs- und Bürgermeisterwahlen in Salzburg 2024 hat die Gemeindevertretung folgende Verteilung: 6 ÖVP, 6 FPÖ und 1 SPÖ.[12]

### Bürgermeister
- 1945–1949 Josef Graggaber
- 1949–1954 Andreas Wieland
- 1954–1974 Sebastian Pfeiffenberger
- 1974–1992 Josef Graggaber
- 1992–2004 Christian Aigner
- 2004–2018 Josef Wind (ÖVP)[13][14]
- 2018–2024 Peter Sagmeister (ÖVP)[15]
- seit 2024 Andreas Fanninger (FPÖ)

### Wappen
Das Wappen der Gemeinde ist: „In schwarzem Schild ein schmaler silberner Wellenbalken, begleitet oben von einer goldenen Krone, rechts und links davon je eine goldene Kugel, unten von den gekreuzten goldenen Schlägel und Eisen, beide oben eine goldene Kugel einschließend.“

## Kultur und Sehenswürdigkeiten

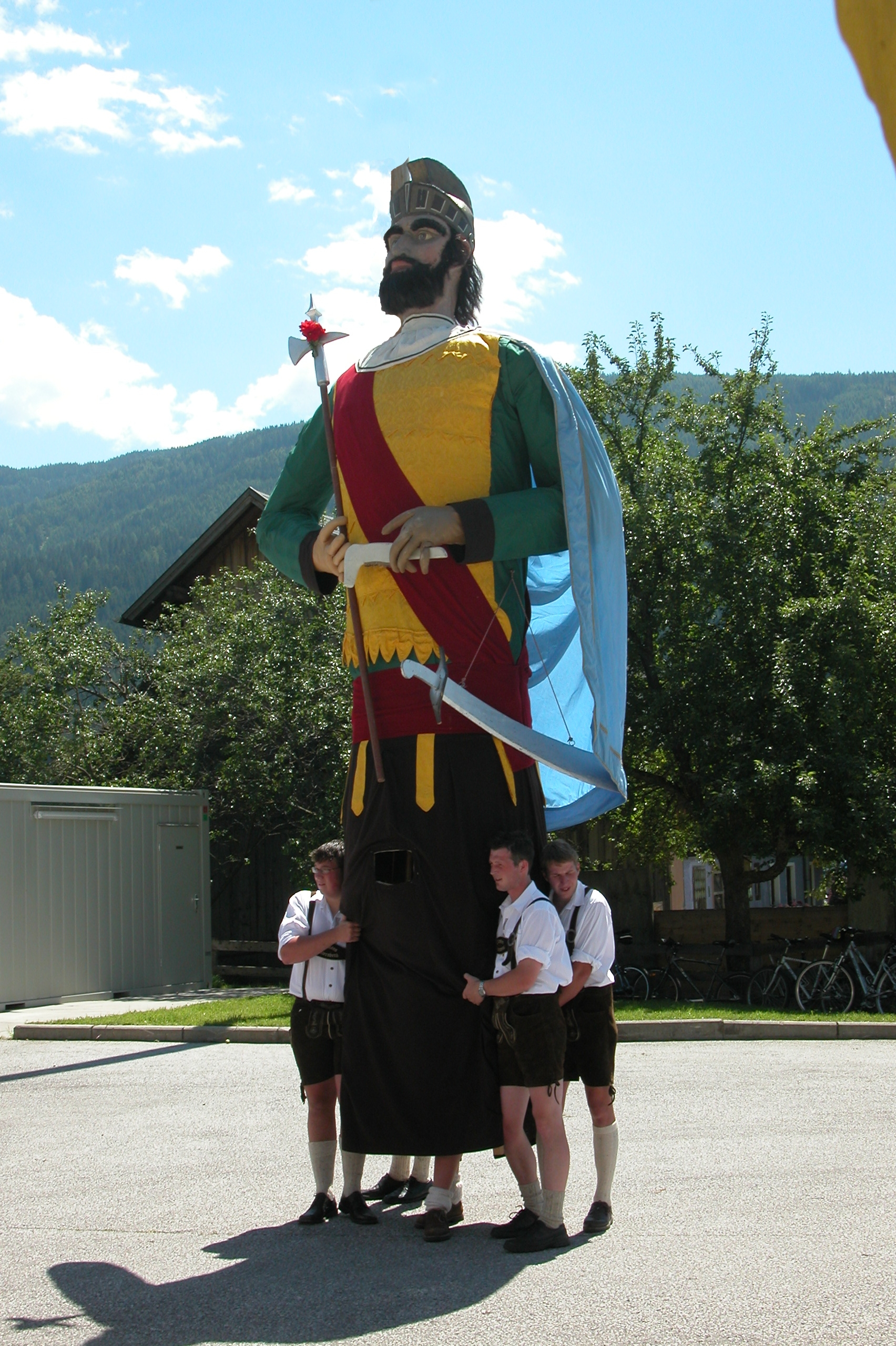
Der Samson von Unternberg

- Schloss Moosham: 1191 erstmals erwähnt. Schloss Moosham ist die drittgrößte Burganlage im Bundesland Salzburg und ist bis heute in Familienbesitz. Das Schloss ist öffentlich zugänglich und besticht durch eine durch den Schlossherren zusammengetragene reichhaltige Kunstsammlung, mit Römerzeitfunden aus der Umgebung, und gut erhaltenen Akten und Folterwerkzeugen aus der Zeit der Hexenprozesse.
- Katholische Pfarrkirche Unternberg hl. Ulrich: Ein Barockbau, welcher 1978/1979 nach den Plänen des Architekten Heinz Tesar mit einem modernen Zubau erweitert wurde.
- Samsonumzug: Der Samsonumzug, ein im Sommer stattfindender sehr alter Brauch im Lungau, bei dem eine Riesenfigur, der Riese Samson, umhergetragen wird.

### Vereine
- Landjugend Unternberg
- Trachtenmusikkapelle Unternberg
- Freiwillige Feuerwehr Unternberg
- Trachtenfrauen Unternberg
- Kameradschaftsbund Unternberg
- Samsongruppe Unternberg
- Sportverein Unternberg

### Sport
- Schigebiet Aineck/Katschberg

## Wirtschaft und Infrastruktur
- Arbeitsplätze: Von den 400 Arbeitsplätzen des Jahres 2011 entfielen fünfzig auf die Landwirtschaft, beinahe 200 auf den Produktionssektor und vierzig Prozent auf Dienstleistungen. Mehr als sechzig Prozent der Erwerbstätigen des Produktionssektors waren mit der Herstellung von Waren beschäftigt. Die größten Arbeitgeber im Dienstleistungssektor waren die Bereiche Verkehr und Handel.[17]
- Berufspendler: Im Jahr 2011 wohnten knapp 500 Erwerbstätige in Unternberg. Davon arbeitete ein Drittel in der Gemeinde, zwei Drittel pendelten aus. Von der Umgebung kamen 250 Menschen zur Arbeit nach Unternberg.[18]
- Fremdenverkehr: Die Anzahl der Übernachtungen ging von 11.000 im Jahr 2010 auf 7.000 im Jahr 2019 zurück. Mehr als sechzig Prozent der Übernachtungen entfallen auf die Wintersaison von Dezember bis März.[19]
- Verkehr: Durch das Gemeindegebiet verläuft die Murtal Straße B96.

## Persönlichkeiten

### Söhne und Töchter der Gemeinde
- Matthäus Fingerlos (1748–1817), Theologe